# Luigi De Donato
Luigi De Donato (geboren am 16. Dezember 1975 in Cosenza) ist ein italienischer Opernsänger (Bass).

## Leben
De Donato debütierte 1999 als Colas in Mozarts Bastien und Bastienne und erreichte seinen Durchbruch im Jahr 2004, als er vom Rossini Opera Festival Pesaro als Don Profondo und vom Teatro La Fenice als Nourabad in Bizets Les pêcheurs de perles verpflichtet wurde. Seither ist der Sänger in zahlreichen Opernhäusern, Konzertsälen und Freilichtbühnen Italiens und Frankreichs aufgetreten, aber auch mehrfach in Spanien, den Benelux-Staaten, in Österreich und der Schweiz, in London und New York. De Donato singt überwiegend Barockwerke, Mozart und Rossini, war aber auch als Pistola im Falstaff und als Ferrando im Trovatore zu sehen und hören und ist gemeinsam mit Ute Lemper in Bologna in Brecht/Weills Sieben Todsünden aufgetreten.
In seinem Stammfach Barock sang er zahlreiche Konzerte, szenische und konzertante Aufführungen mit Originalklang-Ensembles, wie Il Giardino Armonico unter Giovanni Antonini, Les Arts Florissants unter William Christie, Il complesso barocco unter Alan Curtis und dem Ensemble Matheus unter Jean-Christophe Spinosi. Luigi de Donato ist in allen drei erhaltenen Monteverdi-Opern aufgetreten, sang in Fux’ Il Fonte della Salute, Landis Sant'Alessio, Lullys Psyché, Scarlattis Il Giardino di Rose, sowie in zahlreichen Opern Georg Friedrich Händels.
De Donato gastierte bei der Styriarte und den Salzburger Pfingstfestspielen und arbeitete mit namhaften Regisseuren zusammen. Beispielsweise verkörperte er den Neptun in Il ritorno d’Ulisse in patria in Inszenierungen des Italieners Pier Luigi Pizzi (am Teatro Real in Madrid), des Deutschen Michael Hampe (an der Vlaamse Opera in Antwerpen und Gent) und des Amerikaners Robert Wilson (an der Scala in Milano).
2014 gastierte der Bass erfolgreich im Theater an der Wien, als Ercole in einer konzertanten Aufführung von Händels Admeto, re di Tessaglia.
2016 war er in L’incoronazione di Poppea an der Mailänder Scala zu sehen.

## Diskografie (Auswahl)
- Les pêcheurs de perles
- Sant'Alessio

- L’Orfeo
- Il ritorno d’Ulisse in patria
- Tamerlano Opus arte OA 1006 (DVDs) (2008): Monica Bacelli (Tamerlano), Plácido Domingo (Bajazet), Ingela Bohlin (Asteria), Sara Mingardo (Andronico), Jennifer Holloway (Irene), Luigi De Donato (Leone), Orchester des Teatro Real Madrid; Dir. Paul McCreesh